# Torment: Tides of Numenera
Torment: Tides of Numenera es un videojuego de rol desarrollado por inXile Entertainment para Windows, OS X y Linux. Es un sucesor espiritual del aclamado juego Planescape: Torment de 1999.
El juego sucederá en Numenera, un escenario de campaña de fantasía escrito por Monte Cook. Usará el motor de videojuego Unity. Al igual que su predecesor, Torment: Tides of Numenera será principalmente una historia conducida, dando mayor énfasis a la interacción con el mundo y los personajes, dando un papel secundario al combate y la acumulación de material.
El juego fue financiado mediante crowdfunding a través de Kickstarter en las primeras seis horas del proyecto que disponía de 30 días, lanzado el 6 de marzo de 2013. Torment: Tides of Numenera superó Pillars of Eternity de Obsidian Entertainment como el videojuego más financiado por Kickstarter con un total de $4.188.927 aportados por 74.405 usuarios. La fecha de lanzamiento fue establecida inicialmente en diciembre de 2014, pero más tarde se cambió a 2015. Tras varios retrasos el juego fue finalmente liberado el 28 de febrero de 2017.

## Descripción
Usará el motor de videojuegos Unity para reproducir el ambiente del juego y se muestre desde una perspectiva isométrica 2.5D. El conjunto de reglas de mesa de Numenera de Monte Cook, será adaptado para servir como la mecánica de reglas del juego, y los acontecimientos sucederán en un lugar llamado "Noveno Mundo". El jugador experimentará el juego desde el punto de vista del Último Desecho, un anfitrión humano que una vez fue habitado por un ser poderoso, pero fue repentinamente abandonado sin memoria de los eventos anteriores.
Al igual que su predecesor espiritual, colocará un gran énfasis en la narración, que se desarrollará a través de una "rica narrativa personal", y la interacción de los personajes a través del sistema de árbol de diálogo familiar. El equipo desarrollador inXile planea crear un nuevo sistema de combate que complementaría la historia y se integraría mejor en la narración principal.
El jugador podrá seleccionar el género del protagonista, quien en caso contrario comenzará el juego como una pizarra en blanco, y puede desarrollar sus habilidades y personalidad por sus interacciones con el mundo. Numenera provee de tres clases de personajes base, Glaive (guerrero), Nano (mago) y Jack (bribón) Estas clases pueden ser aún más personalizadas con un tipo descriptor (tal como "Resistente" o "Místico") y "enfoques", lo que permite al personaje destacar en un cierto rol o estilo de combate.
En lugar de un sistema de alineación clásica de personajes, usará las Fluencias para representar las reacciones de una persona que inspira en sus compañeros. Cada Fluencia tiene un color específico y encarna un número de conceptos matizadas que se asocian con él. La composición de las Fluencias que un personaje ha manipulado determina su legado, que se describen más o menos el camino en que ha tomado en la vida. Diferentes legados pueden afectar a las bonificaciones y poderes de ciertas armas y lo que proveen las reliquias, así como dar unas habilidades especiales a los personajes y mejorar ciertas habilidades.

## Sinopsis

### Marco
El juego está ambientado en un futuro lejano, donde el auge y la caída de innumerables civilizaciones han dejado la Tierra en un estado medieval, dónde la mayor parte de la humanidad vive en asentamientos sencillos, rodeado de reliquias del misterioso pasado. La época actual se llama "Noveno Mundo" por sus estudiosos, que creen que existieron ocho grandes épocas y fueron destruidas o desaparecieron por razones desconocidas antes de tiempo, dejando ruinas y varias curiosidades y artefactos atrás. Estos objetos se conocen como el "numenera" y representan lo que queda de la ciencia y la tecnología de estas civilizaciones pasadas. Muchos de ellos son irreparables, pero algunos todavía están en condiciones de funcionar de maneras que van más allá del nivel de comprensión de la mayoría de los seres humanos, que creen que estos objetos sean de naturaleza mágica.

### Argumento
El protagonista de la historia, conocido como el Último Desecho, es el recipiente final para la conciencia de un hombre antiguo, que logró encontrar una manera de salir de su cuerpo físico y renacer en uno nuevo, logrando de esta manera una especie de inmortalidad mediante las reliquias. Aunque lo desconoce, cada vez que abandona estos cuerpos de acogida, éstos se despiertan con conciencia de sí mismos, sin tener memoria de su antiguo capitán o sus obras. Las acciones de este hombre, conocido como el "Dios Cambiante", atrajo la enemistad de la Agonía, que ahora busca destruirlos a él y a sus creaciones. El Último Desecho, siendo uno de ellos una creación del Dios Cambiante, está también perseguido por la Agonía, y debe encontrar a su maestro antes de que ambos sean atrapados. Para ello, el protagonista debe explorar el Noveno Mundo, descubriendo otros parias, haciendo amigos y enemigos en el camino. Un medio de esa exploración son las Intrallaves - artefactos que permiten ganar el control control de las vidas de otros parias, y la experiencia de diferentes mundos o dimensiones a través de ellos. A través de estos viajes el Último Desecho dejará su huella en el mundo - su legado - y encontrará una respuesta a la cuestión fundamental de la historia: ¿Qué importa una sola vida?

### Personajes
La complejidad del personaje y la profundidad del diálogo fueron identificados entre los elementos principales de Planescape: Torment, herencia que busca preservar y perfeccionar Torment: Tides of Numenera.
La naturaleza atormentada del protagonista del juego, el Último Desecho, atrae a otras personas, igualmente afectadas. Jugarán un significativo papel en su historia como amigos y compañeros, o como poderosos enemigos. Cinco compañeros potenciales fueron anunciados en el objetivo inicial de Kickstarter con el número cada vez mayor a las ocho de objetivos ambiciosos del proyecto.

### Temas
Tres conceptos básicos se presentan para Torment: Tides of Numenera durante la financiación en Kickstarter. El tema principal inicial es el significado de una sola vida en el gran esquema de las cosas. Esto se refleja en la pregunta principal de la historia: ¿Qué importa una sola vida?.  El equipo de desarrollo dijo que no hay una única respuesta correcta, y el jugador debe encontrar una que complete su historia mejor.
Otro tema importante que se hace eco a través del juego y su entorno es el abandono. La difícil situación del mundo de Numenera, abandonado por muchas de sus culturas en el pasado, y el del protagonista del juego, abandonado por su padre, es para ser explorado y examinado, entre otros, a lo largo de la historia.
El tercer concepto clave es el misterio. El juego comienza con el protagonista completamente ignorante acerca del mundo que le rodea. La comprensión tanto de los secretos "exteriores" del mundo, así como los misterios "internos" de los personajes se plantea como un objetivo importante y el factor motriz de la historia.

## Desarrollo
En 2007, en una entrevista a los diseñadores principales de Planescape: Torment, Chris Avellone y Colin McComb habían declarado que, si bien una secuela directa no se consideró debido a que la historia del juego había terminado, estaban abiertos a la idea de un juego de temática similar a Planescape si podían reunir la mayor parte del equipo de desarrollo original y encontrar un "grupo comprensión de los inversores". Esta combinación se consideró factible en el momento. Las conversaciones sobre la creación de una secuela con la ayuda de una plataforma de crowdfunding se reanudó en 2012, pero los intentos de adquirir una licencia de Planescape de Wizards of the Coast fracasaron. Más tarde ese año, Colin McComb se unió a inXile, que estaba trabajando en ese momento en su éxito financiado por crowdfunding, Wasteland 2. El estudio obtuvo los derechos para el título Torment poco después.

### Preproducción
En enero de 2013, el CEO de inXile Brian Fargo, anunció que el sucesor espiritual de Planescape: Torment estaba en preproducción y se situaba en Numenera, el universo RPG creado por Monte Cook. A pesar de las conexiones a su predecesor no será relativamente abierta, debido a problemas de licencia, se observó que algunos elementos de RPG tradicionales son relativamente difíciles en términos de copyright, y algunos elementos de Planescape: Torment podrían reaparecer. El desarrollo del juego comenzó poco después de la adquisición de la licencia Torment, y varios miembros del personal de inXile de Wasteland 2 pasaron al equipo de Numenera.
A finales de enero, inXile confirmó el título del juego como Torment: Tides of Numenera, y anunció que el compositor de Planescape: Torment, Mark Morgan, crearía la banda sonora.
Se espera que el período de preproducción continue hasta octubre de 2013. Durante esta fase, la composición del equipo para el proyecto será finalizada y el desarrollo se centrará en la planificación de la producción, diseño del juego y redacción de diálogo.

### Financiamiento
Una campaña de crowdfunding para Torment: Tides of Numenera fue lanzada en Kickstarter el 6 de marzo de 2013 con una meta de $ 900.000. El director del proyecto Kevin Saunders explica la elección de dicha fuente de financiación al afirmar que el modelo de financiación tradicional basado en la distribuidora es erróneo, ya que obliga al desarrollador a tratar de atraer a un público objetivo abstracto, elegido por el distribuidos. Una plataforma de crowdfunding, por otra parte, permitiría a los desarrolladores presentar su visión directamente a los compradores potenciales y determinar su viabilidad desde el principio, por lo que es una mejor opción para un estudio desarrollador de tamaño medio o pequeño, como inXile. El proyecto fue respaldado por dos miembros del equipo de Black Isle Studios original que creó Planescape: Torment: Chris Avellone y Feargus Urquhart, ambos ocupados con su propia juego financiado por crowdfunding, Pillars of Eternity, en Obsidian Entertainment. La campaña también ha atraído a varios patrocinadores de alto nivel, como el creador de Minecraft, Markus Persson, y jefe de Razer EE. UU., Min-Liang Tan.
La campaña llegó rápidamente a su objetivo inicial de financiación, y llegó a superar el millón de dólares en las primeros siete horas, rompiendo el récord Kickstarter para el proyecto más rápido en hacerlo. El récord anterior estaba en manos de la videoconsola Ouya, que alcanzó $ 1 millón en 8 horas y 22 minutos. Al finalizar la campaña de Kickstarter, se había recaudado un total de $ 4 188 927.

## Lanzamiento
La fecha de lanzamiento prevista anunciada durante la campaña de recaudación de fondos se estableció en diciembre de 2014, pero más tarde se pospuso "varios meses", debido a la necesidad de implementar los numerosos objetivos ambiciosos obtenidos. El juego saldrá libre de DRM para Windows, OS X y Linux, y estará disponible en siete idiomas: inglés, francés, alemán, italiano, polaco, ruso y español.
El juego finalmente salió a la venta el 28 de febrero de 2017.